# Omar Perdomo
José Omar Perdomo Machado (3 de julio de 1993 en Las Palmas de Gran Canaria, España), más conocido como Omar Perdomo,  es un futbolista español que juega como centrocampista en el Club Deportiva Minera de la Segunda Federación.

## Trayectoria deportiva
Natural de Jinámar, pasó por diversos clubes de formación como el San Juan, Universidad, Viera, Estrella, Atlético de Madrid "C" o Las Palmas Atlético hasta llegar al C. D. Tenerife. Debutó con Raúl Agné y ya se hizo intocable. En la temporada 2015-16, jugó 39 partidos y firmó cinco dianas. 
En 2016 renovó por el club tinerfeño hasta junio de 2018. En la temporada 2016-17 fue titular habitual en su club.
El 9 de julio de 2021 firmó por dos temporadas, más una opcional, con el Córdoba C. F. En su primer año logró el ascenso a Primera División RFEF y, para la campaña 2022-23, se marchó a la Real Balompédica Linense.
En la temporada 2024-25, firma por el Club Deportiva Minera de la Segunda División RFEF.

## Clubes
| Club                                  | País   | Año             |
| ------------------------------------- | ------ | --------------- |
| Universidad Las Palmas                | España | 2010-2011       |
| U. D. Las Palmas "C"                  | España | 2011-2012       |
| U. D. Las Palmas Atlético             | España | 2012-2013       |
| C. F. Unión Viera                     | España | 2013-2014       |
| Atlético Madrid "C"                   | España | 2014            |
| Estrella C. F.                        | España | 2014-2015       |
| C. D. Tenerife "B"                    | España | 2015            |
| C. D. Tenerife                        | España | 2015-2017       |
| Nástic de Tarragona                   | España | 2017-2019       |
| U. D. Ibiza                           | España | 2019            |
| San Fernando C. D.                    | España | 2019-2021       |
| Córdoba C. F.                         | España | 2021-2022       |
| Real Balompédica Linense              | España | 2022-2023       |
| Club Deportivo Estepona Fútbol Senior | España | 2023-2024       |
| Club Deportiva Minera                 | España | 2024-actualidad |